# Stade d'El Mahalla
 (avril 2025).
Si vous disposez d'ouvrages ou d'articles de référence ou si vous connaissez des sites web de qualité traitant du thème abordé ici, merci de compléter l'article en donnant les références utiles à sa vérifiabilité et en les liant à la section « Notes et références ».
Le stade d'El Mahalla (en arabe : إستاد الإسكندرية) est un stade de football égyptien situé dans la ville de El-Mahalla El-Kubra.
Il est surtout connu pour servir de stade à l'équipe de première division égyptienne de Ghazl El Mahallah.
Sa capacité est d'environ 29 000 spectateurs.